# Реглер, Густав
Гу́став Ре́глер (нем. Gustav Regler; 25 мая 1898, Мерциг — 14 января 1963, Нью-Дели) — немецкий писатель и журналист, член КПГ. Его книги «Под перекрёстным огнём» о референдуме 1935 года в Сааре, «Великий пример» о борьбе интернациональных бригад в Гражданскую войну в Испании и автобиография «Ухо Малха» повествуют о ключевых этапах участия Реглера в антифашистском движении в 1930-е годы и одновременно о постепенном отходе автора от идей сталинизма.

## Биография
Густав Реглер родился в семье книготорговца. Воевал солдатом в Первую мировую войну. На Западном фронте во Франции получил ранение и пострадал от газовой атаки. В послевоенные годы изучал философию, французский язык и историю в Мюнхене и Гейдельберге. В 1922 году защитил докторскую диссертацию на тему «Ирония в творчестве Гёте». В том же году женился на Шарлотте Дитце, дочери текстильного фабриканта, некоторое время проработал на предприятиях свёкра в Лейпциге и Берлине. В 1923 году у Реглеров родился сын Дитер, в 1927 году брак распался. В середине 1920-х годов Реглер переехал в Нюрнберг, где работал редактором периодического издания Nürnberg-Fürther Morgenpresse. В 1928 году состоялся его литературный дебют, «Пастуший поход» (Zug der Hirten) был великолепно принят критиками. Во время случайной поездки в Ворпсведе в 1928 году Реглер познакомился с Марилуизой Фогелер, старшей дочерью художника Генриха Фогелера, которую в семье звали Мике. Социалистские взгляды художника оказали влияние на Густава Реглера. В 1929 году Реглер и Марилуиза переехали в Берлин и поселились в «Красном квартале» на Лаубенхаймерплац, где проживали деятели искусства левого толка. В 1929 году Реглер вступил в Коммунистическую партию Германии.
После поджога Рейхстага в 1933 году Реглер скрывался от гестапо в Ворпсведе, затем через Саар выехал во Францию. В Париже Реглер участвовал в работе штаба Вилли Мюнценберга, составлявшего Коричневую книгу о поджоге Рейхстага и гитлеровском терроре. Роман Реглера «Блудный сын» (Der verlorene Sohn) вышел в издательстве Querido Verlag в Амстердаме, специализировавшемся на эмигрантской литературе. В 1934 году по заданию партии Реглер написал политический агитационный роман «Под перекрёстным огнём» (Im Kreuzfeuer), но реальные события в Сааре опередили его. Реглер активно выступал за сохранение за Сааром статус-кво, тяжело воспринял поражение на референдуме 13 января 1935 года, по результатам которого Саар вошёл в состав Германии, и той же ночью перешёл французскую границу. 3 ноября 1934 года Густав Реглер был включён в третий список лишённых гражданства нацистской Германии как «враг государства» за номером 19.
Густав Реглер несколько раз побывал в СССР. По словам Оскара Марии Графа, Реглер был образцовым коммунистическим учеником. Клаус Манн писал, что Реглер «настолько коммунист, что от его воинствующего религиозного рвения испытываешь некоторый страх». Начиная с 1936 года, у Реглера появился скепсис в отношении коммунистических партий советского образца, после заключения пакта между Германией и СССР Реглер отдалился от партии и официально заявил о своём выходе в 1942 году.
В своём романе 1936 года «Посев» (Die Saat) о крестьянских революционных союзах «Крестьянский башмак» Реглер провёл историческую параллель с антифашистским сопротивлением. Как и многие другие республиканские или левые писатели Реглер записался добровольцем в интербригады и воевал в Гражданскую войну в Испании. Он был назначен политкомиссаром 12-й бригады, активно участвовал в боях и в 1937 году был тяжело ранен под Уэской. Дневники того времени легли в основу его романа о Гражданской войне в Испании, который был издан в 1940 году на английском языке под названием The Great Crusade с предисловием Эрнеста Хемингуэя.
Поправившись после ранения, Реглер отправился в поездку по США для сбора средств санитарной службе республиканской армии. С началом Второй мировой войны Реглер был интернирован во Франции в лагерь Верне в Пиренеях. После вмешательства Элеоноры Рузвельт и Эрнеста Хемингуэя Реглер был освобождён и в 1940 году вместе с супругой Марилуизой Фогелер эмигрировал через США в Мексику. Его соседкой в Мексике была писательница Ленка Рейнерова.
Дистанцируясь от политики Советского Союза, Реглер всё больше погружался в конфликты. Реглер переживал из-за обвинений, которые обрушились на него со стороны бывших друзей Эгона Эрвина Киша и Эрнста Блоха. В отношениях с Рейнеровой тоже возникали разногласия. «С высоты сегодняшнего дня это трудно понять, но тогда такое дистанцирование считалось прямо-таки предательством», — сказала как-то Ленка Рейнерова. Во время войны главным было держаться вместе. «Когда умерла жена Реглера Мике, которую мы, конечно, хорошо знали, мы даже не отправили ему письма с соболезнованиями», — сокрушалась Рейнерова впоследствии.
Мике Реглер болела раком в течение нескольких лет, Реглер тяжело перенёс её смерть в 1945 году. Свои переживания он перенёс в литературное творчество. Поэтические сборники, изданные на собственные средства, не получили достойной оценки. Восхищение культурным и историческим многообразием новой родины нашло своё отражение в публикациях Реглера «Вулканическая страна» (Vulkanisches Land) и «Амимитль» (Amimitl). В 1946 году Реглер женился в третий раз. Его супругой стала американка Маргрет (Пегги) Пол. Роман Реглера «Звёзды сумерек» (Sterne der Dämmerung), изданный в 1948 году в издательстве Büchergilde Gutenberg, свидетельствует об экзистенциальном кризисе и разочарованиях автора. В первый раз Реглер побывал в послевоенной Германии в 1949 году. Начиная с 1952 года Реглер регулярно бывал в Европе, много путешествовал, работал над различными литературными проектами, выступал на радио, снимал фильмы. В 1955 году вышел в свет роман о ренессансе «Аретино», создавший культурно-исторический портрет знаменитого писателя и друга Тициана. Последним трудом Реглера стал вышедший в 1958 году автобиографический роман «Ухо Малха». Умер во время исследовательской поездки по Индии. Похоронен в родном Мерциге.

## Сочинения
- Ирония в творчестве Гёте / Die Ironie im Werk Goethes (1923)
- Пастуший поход / Zug der Hirten (1928)
- Die Söhne aber gehen zu den Knechten (1929)
- Hahnenkampf. Abenteuer eines französischen Mädchens (1931)
- Wasser, Brot und blaue Bohnen (1932)
- Блудный сын / Der verlorene Sohn (1933)
- Под перекрёстным огнём / Im Kreuzfeuer. Ein Saar-Roman (1934)
- Посев / Die Saat. Roman aus den deutschen Bauernkriegen (1936)
- Das große Beispiel. Roman einer internationalen Brigade
- The Bottomless Pit. Der Brunnen des Abgrunds (1943)
- Wolfgang Paalen. Künstlermonographie (1944)
- Амимитль / Amimitl oder Die Geburt eines Schrecklichen (1947)
- Вулканическая страна / Vulkanisches Land. Ein Buch von vielen Festen und mehr Widersprüchen (1947)
- Der Turm und andere Gedichte (1951)
- Verwunschenes Land Mexiko (1954)
- Аретино / Aretino. Freund der Frauen, Feind der Fürsten (1955)
- Ухо Малха / Das Ohr des Malchus. Eine Lebensgeschichte (1958)
- Juanita. Roman aus dem Spanischen Bürgerkrieg (1986) ISBN 978-3763232284